# Maquinisme
El maquinisme va ser la introducció de maquinària i sistematització als processos de fabricació per facilitar l'elaboració de productes i reduir els costs. És un concepte històric que fa contacte amb el fenomen succeït durant el final de la Revolució industrial, coincidint amb la introducció massiva de maquinària per substituir o reduir el treball. El seu principal origen va ser al Regne Unit al segle xvii.
Des de fins del segle xvii, la revolució maquinista va tenir, com fonamental escenari, Gran Bretanya on es van realitzar els més transcendentals progressos de caràcter mecànic. Es van inventar nous mitjans de comunicació i de transport. Es van crear artefactes d'ús domèstic que van modificar les condicions de vida diària. Finalment, es van perfeccionar les màquines de vapor i es van inventar els motors elèctrics i d'explosió.
La introducció de la tecnologia i la mecanització va suposar una autèntica revolució en la forma de fabricació, de manera que es van produir dràstics canvis laborals i socials. A Anglaterra, bressol de la Revolució industrial, es va donar el ludisme, un moviment obrer que cercava acabar amb el nou plantejament productiu mitjançant la destrucció de les màquines per mantenir el treball artesà. El maquinisme va ajudar a les indústries a produir-ne més en menys temps i menys despeses el que feia que el capital recaptat fos reinvertit. Això va constituir un canvi fonamental en la revolució industrial.

## Aspectes generals
Va ser el període històric on es va registrar un procés de profunda transformació en els mètodes de producció, comunicació i transport. La invenció i desenvolupament del motor a vapor reemplaçant l'energia muscular provinent de l'home i les forces de l'aigua i el vent, amb la qual cosa les màquines van prendre una part del treball manual.
La Primera revolució industrial es va caracteritzar pel naixement de la indústria tèxtil, la màquina de vapor, la invenció de la locomotora, la revolució agrària i l'increment de la població, i comprèn els anys 1760 a 1860. La Segona etapa de canvis es va viure a partir de 1860, època on s'enregistren avenços en l'evolució de la ciència i la tecnologia.

## Indústries manufactureres, de comerç i dels transports
Formen aquestes un primer grup, notable per la seva aptitud per aprofitar-se de les invencions noves i per sotmetre's a totes les exigències de la distribució del treball, devent aquesta superioritat a la naturalesa de les seves operacions. Com han de transformar primeres matèries ja extretes de la terra, o bé canviar i transportar productes ja elaborats, disposen al seu desig del temps i l'espai.
En general, res s'oposa a escullir lliurement el lloc del seu establiment. Res tampoc els impedeix que es dediquin al treball sense interrupció i repetir un nombre indefinit de vegades els mateixos actes. En un cert mode poden, per tant, multiplicar a voluntat els avantatges d'una invenció, fins que siguin satisfetes les comandes dels consumidors. La distribució del treball té també gran latitud en aquestes indústries. Amb l'única condició de formar un personal per a les noves funcions que ha d'exercir, poden establir totes les combinacions que estimin per a l'organització de les màquines. La naturalesa no els oposa cap dificultat, En una fàbrica, en un gran magatzem, en una empresa de ferrocarrils o de navegació, es pot, si la potència de les màquines el consent o l'extensió de la clientela l'exigeix, dividir el treball entre mil obrers, com entre trenta o quaranta.

## L'agricultura
Aquesta indústria, per contra, és, de totes les branques de la producció, aquella que de moment almenys ha obtingut més profit de les invencions, i aquella que més dificultats troba per a la divisió del treball. Lluny de disposar a la seva voluntat del temps i de l'espai, es troba en aquest concepte baix la dependència de la natura. Faci el que faci, ha de sotmetre's a les lleis de la variació, de les estacions de l'any, i per gran que sigui l'interès en multiplicar les seves explotacions, no pot sortir-se'n dels límits de territori que disposa.
Tota invenció en matèria agrícola és limitat necessàriament en el seu efecte, atès que en un temps donat no pot ser aplicat sinó un cert nombre de vegades i a una quantitat de terreny determinat. El progrés realitzat, sens dubte, en les seves condicions pot ser considerable, però no és susceptible d'una extensió indefinida.

## Les indústries extractores
Ocupen aquestes una situació intermèdia entre els dos grups que acaben d'estudiar-se. Com a dependents que són de la natura, no poden a la seva voluntat estendre l'efecte de les invencions i modificar amb tota llibertat l'organització del treball, però són, sota aquest aspecte, més lliures que la indústria agrícola. Almenys és això cert en les més importants, les que extreuen de la terra el carbó i els minerals metal·lúrgics. Sens dubte que una descoberta que permetés aïllar amb menys despesa el ferro o explotar amb avantatge els minerals abando nats per ésser poc rics, hauria d'estar limitat en els seus resultats pel nombre i la importància dels jaciments.
Una màquina nova que fes amb economia la dessecació de les mines no podria ser aplicada sinó en les ja explotades o susceptibles de ser-ho. En efecte, la divisió del treball es perfeccionarà a mesura que les necessitats augmentin, i una major força tindran les causes que les fan tan profitoses. Per duplicar els productes d'una fàbrica no cal duplicar el treball ni el capital, i una companyia de ferrocarrils no es veu obligada a decuplicar el nombre de les seves locomotores per transportar deu vegades més mercaderies. Les indústries manufactureres, la comercial, i les de transports, obeeixen una llei nomenada llei dels rendiments més que proporcionals. L'equilibri necessari entre l'augment de les necessitats i la de la producció no es veurà mai en perill.
La primera màquina per filatura de cotó va ser aconseguida per James Hargreaves, fuster-teixidor. Durant els anys 1764-1767, va inventar un torn o maquinària simple, moguda a mà i pel mig de la qual es podia filar, al principi sis o set, però després fins vuit fils a la vegada.
A la mateixa època, Richard Arkwright, barber, va construir el 1768, el «bastidor». Era una màquina filadora moguda per una roda que era impulsada per un corrent d'aigua i produïa un fil molt resistent.
Eli Whitney va inventar la primera màquina desmotadora de cotó, és a dir, una màquina que treia les llavors i les pelusses que naturalment s'hi troben.

## L'edat del vapor

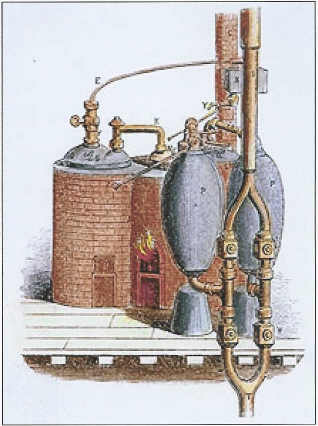
Bomba de vapor Savery (1698), el primer dispositiu accionat per vapor comercialitzat amb èxit, construït per Thomas Savery

Poques invencions han marcat tant la història com la màquina de vapor. Les primeres invencions daten de 1698, quan Thomas Savery va construir la primera bomba de vapor. Després, el 1712, Thomas Newcomen va inventar el motor de balancí; el 1769, Nicolás Cugnot va desenvolupar un remolc d'artilleria propulsat per vapor; el 1780, James Watt va idear la primera màquina a vapor de «doble acció»; el 1787, John Fitch, va construir el primer vaixell a vapor; i l'any 1804, Richard Trevithick fa funcionar la primera locomotora arrossegada per una caldera de vapor. A l'àrea automobilística, el 1769, Cugnot va construir a França i va conduir el primer vehicle mogut a vapor.
El Vaixell a vaporEl primer model es va denominar «Clermont», construït per l'enginyer dels Estats Units Robert Fulton. Aquesta embarcació va fer per primera vegada un servei de regular de passatgers el 1807, al riu Hudson, entre les ciutats de Nova York i Albany, amb una velocitat de 8,5 quilòmetres per hora. El model pesava 150 tones i estava equipat amb una màquina a vapor i una roda de pala. A partir d'aquest vaixell, la navegació a vapor va fer ràpids avenços als Estats Units i Europa, i el 1819, el «SS Savannah» va creuar l'Atlàntic.
El primer submaríEl mateix creador del vaixell de vapor, Robert Fulton, va ser qui va idear els plànols, que va presentar un directori francès, d'un vaixell submergible nomenat «Nautilus». L'any 1801 es van realitzar les primeres proves de submarí primitiu i el prototip va quedar sota l'aigua quasi una hora.
FerrocarrilEncara que la primera locomotora utilitzable va ser originada per Richard Trevithick el 1801, el primer ferrocarril veritable va ser construït per George Stephenson, el 1814. La seva creació va arrossegar, sense dificultat, alguns vagons de carbó, i en solament uns anys, el 1825, va córrer el primer tren de càrrega i de passatgers a una velocitat de 24 quilòmetres.
Impremta de vaporEl 1814, The Times, el diari londinenc, va instal·lar la primera impremta de vapor, que li va permetre complir en dues hores el treball que abans exigia un dia. Fins l'aparició d'aquestes invencions, les úniques màquines existents eren accionades pel vent, l'aigua i els músculs d'homes i animals.

## Treball mecànic vs. treball humà
Quan comparem l'eficiència d'un treballador, veiem que té una eficiència d'un 1% al 5,5% (depenent de si fa servir els braços o una combinació de braços i cames). Els motors de combustió interna majoritàriament tenen una eficiència al voltant del 20%, encara que els motors dièsel grans, com els que s'utilitzen per propulsar vaixells, poden tenir eficiències de gairebé el 50%. Els motors elèctrics industrials tenen eficiències de fins al rang baix del 90%, abans de corregir l'eficiència de conversió de combustible a electricitat al voltant del 35%.
Quan comparem els costos d'usar un motor de combustió interna amb un treballador per fer una feina, notem que un motor pot fer més feina a un cost comparatiu. 1 litre de combustible fòssil cremat amb un motor IC equival a unes 50 mans de treballadors que funcionen durant 24 hores o 275 braços i cames durant 24 hores.
A més, la capacitat de treball combinada d'un ser humà també és molt menor que la d'una màquina. Un treballador humà normal pot proporcionar un bon treball per al voltant de 0,9 CV (2,3 MJ per hora) mentre que una màquina (segons el tipus i la mida) pot proporcionar una quantitat de treball molt més gran. Per exemple, cal més d'una hora i mitja d'ardu treball per lliurar només un kWh, cosa que un motor petit podria lliurar en menys d'una hora cremant menys d'un litre de combustible de petroli. Això implica que una quadrilla de 20 a 40 homes requerirà una compensació econòmica per la seva feina almenys igual a les calories gastades en aliments requerides (que és almenys 4 a 20 vegades més gran). En la majoria de les situacions, el treballador també voldrà una compensació pel temps perdut, que és fàcilment 96 vegades més gran per dia. Fins i tot si assumim que el cost del salari real per al treball humà és de 1,00 US$/dia, es genera un cost d'energia al voltant de 4,00 $/kWh. Tot i que es tracta d'un salari baix per al treball dur, fins i tot en alguns dels països amb els salaris més baixos, representa un cost d'energia que és significativament més car que fins i tot les fonts d'energia exòtiques com els panells solars fotovoltaics (i, per tant, fins i tot més car en comparació amb recol·lectors d'energia eòlica o concentradors solars luminescents).

## Nivells de mecanització
Per simplificar, es pot estudiar la mecanització com una sèrie de passes. Molts estudiants es refereixen a aquesta sèrie com indicant formes bàsiques a avançades Arxivat 2011-08-15 a Wayback Machine. de societat mecànica.
1. mà/força muscular
2. eines manuals
3. eines manuals motoritzades, per exemple controlat elèctricament
4. eines motoritzades, funció única, cicle fix
5. eines motoritzades, multifunció, controlades per programa
6. eines motoritzades, a control remot
7. eines motoritzades, activades per la peça de treball (p. ex., telèfon amb monedes)
8. mesura
9. control de senyalització seleccionat, per exemple control d'energia hidroelèctrica
10. enregistrament de rendiment
11. acció de la màquina automatitzada alterada a través del mesurament
12. segregació/rebuig segons mesura
13. selecció del cicle d'acció apropiat
14. corregir el rendiment després de l'operació
15. correcció del rendiment durant el funcionament